# Samowiła
Samowiła (bułg. Самовила) – wieś w Bułgarii, w obwodzie Kyrdżali, w gminie Krumowgrad. W 2024 roku liczyła 78 mieszkańców.